# Scopula sjostedti
Scopula sjostedti là một loài bướm đêm trong họ Geometridae.